# A Népszinház Műsora
A Népszinház Műsora egy műsorismertetésként indult, de később önálló színművészeti könyvsorozattá vált magyar kiadványsorozat a 19. század második felében.
Az egyes kötetek (füzetek) Ifj. Nagel Ottó kiadásában jelentek meg Budapesten az 1880-as évektől 1900-ig, és a következők voltak:
- 1. Lukácsy Sándor. A vereshaju. Eredeti népszinmű 3 felvonásban. (87 l.) – 2. kiad. (87 l.)

- 2. Kokó. Énekes bohózat 5 felv. Irták: Clairville, Grangé és Delacour. Zenéjét: Coedés, ifj. Clairville, H. Cellot és Lincheim. Ford. Rákosy Jenő. (80 l.)
- 3. Lukácsy Sándor. Ágnes asszony. Eredeti népszinmű 3 felv. (68 l.)
- 4. Lukácsy Sándor. Kósza Jutka. Eredeti népszinmű 3 felv. Zenéjét szerzé Erkel Elek. (59 l.)
- 5. Csepreghy Ferencz. A sárga csikó. Eredeti népszinmű dalokkal 3 felv. (54 hasáb.) – 2. kiad. (94 l.)
- 6. Csepreghy Ferencz. A piros bugyelláris. Eredeti népszinmű dalokkal 3 felvonásban (60 hasáb) – 2. kiad. (94 l.)
- 7. Győry Vilmos. Nótás Kata. Eredeti népszinmű 3 felvonásban. Zenéjét Szentirmay Elemér. (71 l.)
- 8. Vidor Pál. A vörös sapka. Eredeti népszinmű 3 felv. Zenéjét Erkel Elek (72 l.)
- 9. Almási Tihamér. A tót leány. Eredeti népsz inmű dalokkal 3 felv. Zenéjét Serly Lajos. (80 l.)
- 10. Almási Tihamér. A milimári. Eredeti népszinmű 4 felv. Zenéjét szerzé: Erkel Elek. (118 l.)
- 11. Győry Vilmos. Az öreg béres. Eredeti népszinmű dalokkal 3 fel. 5 szakaszban. Zenéjét szerzé Szentirmay Elemér. (92 l.)
- 12. Kórodi Péter. A legény bolondja. Eredeti népszinmű dalokkal 3 felvonásban 3. kiad. (81 l.)
- 13. Lukácsy Sándor. Az isten keze. Eredeti népszinmű dalokkal 3 felv. (83 l.)
- 14. Gerő Károly. Vadgalamb. Eredeti népszinmű 3 felv. Zenéjét szerzé: Szentirmay Elemér. (88 l.)
- 15. Gerő Károly. Tunikás leányok. Népszinmű a fővárosi életből, dallal, tánccal. 3. felvonásban. (82 l.) 1886.
- 16. Rátkay László. Felhő Klári. Eredeti népszinmű 3 felvonásban. A népszinházbizottságnak 1884. évre hirdetett pályázatán 100 arany pályadijjal jutalmazva. Zenéjét hozzá Erkel Elek írta. (74 l.) 1886.
- 17. Monostori Károly. Az utolsó kenet. A Pálmay Ilka-féle pályázaton 50 aranynyal jutalmazott eredeti népszinmű dalokkal 3 felvonásban. (73 l.) 1886.
- 18. Gerő Károly. Turi Borcsa. Eredeti népszinmű 3 felvonásban. Zenéjét szerzé Erkel Elek. (76 l.) 1886.
- 19. Berczik Árpád. A parasztkisasszony. Népszinmű dalokkal 3 felvonásban. Zenéjét szerzette Erkel Elek. (8-r. 70 l.) 1886.
- 20. Gerő Károly. Az uzsai gyöngy. Eredeti népszinmű 3 felvonásban. Kézirat gyanánt. (83 l.) 1899.
- 21. Bartók Lajos. Haluska Benedek. Eredeti bohózat 3 felvonásban énekkel és tánccal. (103 l.) 1889.
- 22. Rátkay László. Árvalányhaj. Eredeti népszinmű dalokkal 3 felvonásban. Kézirat gyanánt. (63 l.) 1891.
- 23. Gerő Károly. A kis madaram. Eredeti népszinmű dalokkal 3 felvonásban. (92 l.) 1892.
- 24. Géczy István. A gyimesi vadvirág. 1000 frtos dijjal kitüntetett népszinmű 3 felvonásban. (80 l.) 1897.
- 25. Zachariásné Kallós Ilona. A titok. Eredeti szinmű 3 felvonásban. (73 l.)
- 26. Mericzayné Karossa Irma. Jó parthie. Vigjáték három felvonásban. (67 l.) 1899.
- 27. Dankó Pista. Cigányszerelem. Eredeti életkép a cigányéletből dalokkal és táncokkal három felvonásban. (76 l.) 1899.
- 28. Dankó Pista. A halász szeretője. Eredeti népszinmű a szegedi halászéletből. Dalokkal és táncokkal három felvonásban. (71 l.) 1899.
- 29. Géczy István. Az anyaföld. Népszinmű három felvonásban. (61 l.) 1900.